# Quatre Vieilleries

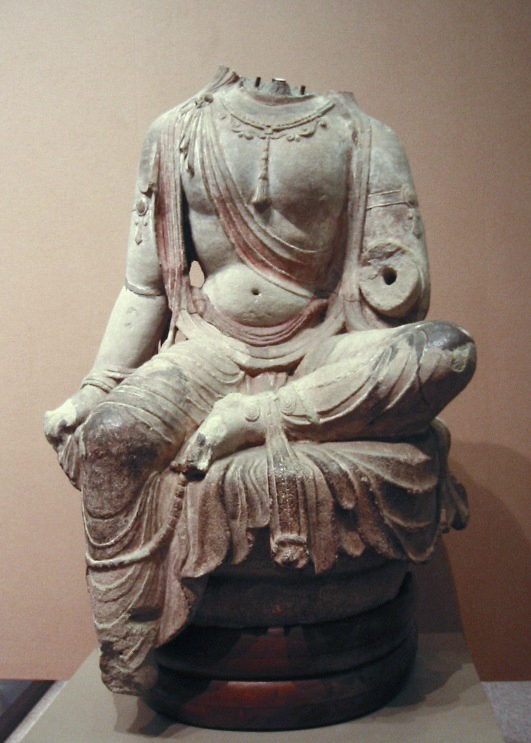
Art chinois de la dynastie Tang (618-907 AD), un exemple d'art qui a survécu à la destruction des Quatre Vieilleries.

Dans le cadre de la révolution culturelle en république populaire de Chine, dont l'un des objectifs affirmés était d'y mettre fin, les Quatre Vieilleries ou les Quatre Vieilles Choses (chinois simplifié : 四旧 ; chinois traditionnel : 四舊 ; pinyin : sì jiù) étaient : 
1. Les « vieilles idées » (chinois simplifié : 旧思想 ; pinyin : jiù sī xiǎng) ;
2. La « vieille culture » (chinois simplifié : 旧文化 ; pinyin : jiù wén huà) ;
3. Les « vieilles coutumes » (chinois simplifié : 旧风俗 ; pinyin : jiù fēng sú) ;
4. Les « vieilles habitudes » (chinois simplifié : 旧习惯 ; pinyin : jiù xí guàn).

Elle a débuté à Pékin le 20 août 1966 (« Août rouge », au cours de laquelle un massacre a eu lieu à Pékin).

## Noms
Le seul nom chinois est "破四旧" (pinyin : pò sì jiù), mais nombre de traductions différentes ont été utilisées pour décrire la série de campagnes : 
- anti-Quatre Vieilleries[3] ;
- écraser les Quatre Vieilleries[4] ;
- détruire les Quatre Vieilleries[5].

## Campagne

### Indications

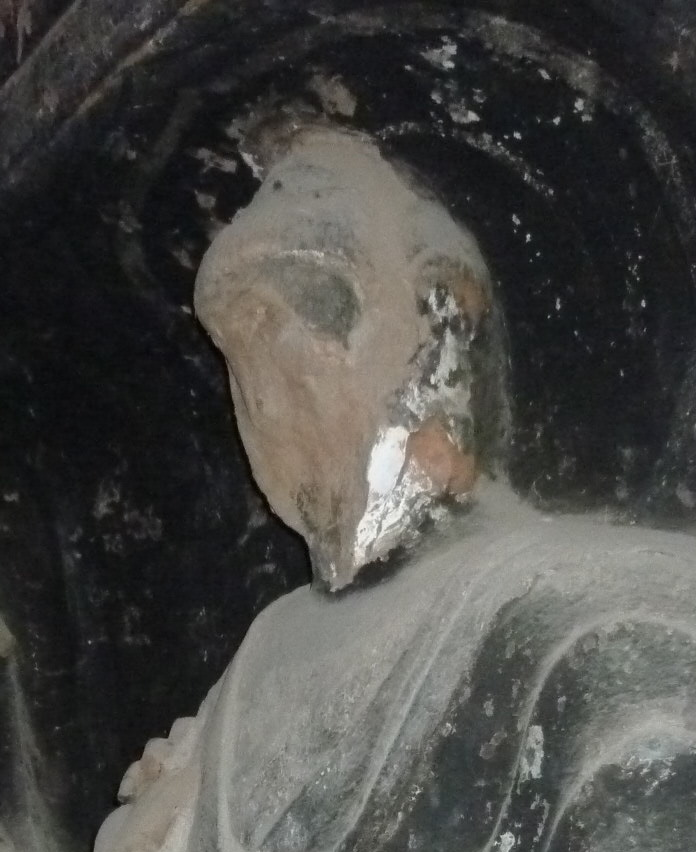
Statue de Bouddha détruite pendant la révolution culturelle.

Le Parti communiste chinois a donné des indications très vagues sur ce qu'il considérait comme « vieux ». Par conséquent, tout ce qui a existé avant 1949 était assujetti à la destruction, y compris des exemples d'arts traditionnels centenaires. Toute personne prise en possession de « vieux articles » devait subir des conséquences terribles de la part des gardes rouges.

### Destruction des cultures et valeurs traditionnelles chinoises
Mao Zedong a appelé à balayer les Quatre Vieilleries dès les toutes premières étapes de la révolution culturelle en 1966 (pendant l'Août rouge). Les gardes rouges ont écouté attentivement l'appel de Mao. Par conséquent, des exemples d'architecture chinoise ont été vandalisés, la littérature chinoise et les lettres classiques ont été brûlées, des peintures chinoises ont été déchirées en morceaux, des antiquités ont été brisées. Les livres de généalogie conservés depuis longtemps par de nombreuses familles ont été réduits en cendres. De nombreux objets culturels chinois anciens ont été détruits. Les personnes possédant de tels articles étaient punies. Les intellectuels ont été ciblés comme personnifications des Quatre Vieilleries, et furent victimes de moqueries, brimades, prison, torture, ou assassinat.
Tous les anciens opéras et spectacles de théâtre, de musique et de cinéma sont interdits et les salles de spectacles sont fermées. Pour remplacer ces vieilleries, huit opéras et ballets sont institués. Le plus connu est La Légende de la lanterne rouge. La nouvelle vie culturelle du pays est organisée autour de cette production. Des artistes sont assassinés ou mutilés : yeux crevés pour les peintres, bras brisés pour les acrobates, doigts écrasés pour des pianistes.
En apprenant que les gardes rouges approchaient de la Cité interdite, le chef du gouvernement Zhou Enlai ordonna la fermeture des portes et fit poster des troupes, connaissant la réputation des gardes rouges.

### Slogans populaires
- À bas les Quatre Vieilleries, établir les quatre nouveautés (anciennes versions des autres quatre concepts)[9]
- À bas les mauvais éléments
- À bas l'impérialisme
- À bas les religions étrangères
- À bas la croyance en Jésus
- À bas les contre-révolutionnaires

## La réponse du parti communiste
Aucune statistique officielle n'a jamais été produite par le parti communiste concernant le bilan du véritable coût des dommages. À partir de 1978, de nombreuses histoires de morts et de destructions causées par la Révolution culturelle avaient passé les frontières de la Chine et devinrent mondialement connues.

## Restauration
À partir du début des années 1990 et jusqu'au XXIe siècle, il y eut un effort de reconstruction massif pour restaurer et reconstruire des sites culturels détruits ou endommagés pendant la révolution culturelle. Ceci a coïncidé avec une réapparition de l'intérêt et de la demande pour des objets culturels chinois. Certains ont exploité cette augmentation de la demande, produisant de faux objets.